# USS Enterprise (NCC-1701-E)
A USS Enterprise (NCC-1701-E) é uma nave estelar do universo ficcional da franquia Star Trek. Ela serve como cenário principal dos filmes Star Trek: First Contact, Star Trek: Insurrection e Star Trek Nemesis. É a sexta nave da Federação Unida dos Planetas a carregar o nome Enterprise. Interessantemente, diferente de suas predecessoras Enterprise, a Enterprise-E não têm nenhuma irmã em referências canônicas, sendo a única representante da sua classe.

## Origens e desenho
A USS Enterprise-E foi desenhada por John Eaves e Herman Zimmerman. Rick Sternbach desenhou as plantas da nave. Eaves e Zimmerman também supervisionaram a criação dos interiores, como ponte, engenharia e corredores.
Um modelo físico de 3 m foi construído sob a supervisão de John Goodson da Industrial Light & Magic foi usado para várias tomadas de efeitos visuais em First Contact, junto com uma versão de computação gráfica. Em Insurrection e Nemesis, a versão em computação gráfica substituiu completamente o modelo físico.
Em Nemesis, o modelo de computação recebeu várias modificações desenhadas por John Eaves. Além de novas armas, os suportes das naceles foram levemente modificados e a conexão entre os cascos primário e secundário, perto da hangar principal, foi alisado.
O modelo físico da Enterprise-E usado em First Contact foi vendido em um leilão da Christie's em outubro de 2006, por um valor de US$ 132.000.

## História
A Enterprise-E foi construída pelos Estaleiros de San Francisco e lançada em 2372 sob o comando do Capitão Jean-Luc Picard. Picard, assim como a maioria dos oficiais, eram da Enterprise-D.
Em Star Trek: First Contact, a Enterprise participa da Batalha do Setor 001, destruindo um Cubo Borg, subsequentemente viajando no tempo até o passado para impedir que os borg interfiram com o primeiro voo de dobra de Zefram Cochrane e o subsequente primeiro contato com os vulcanos. Os borg assimilaram grande parte da nave e sua tripulação até Picard e Data conseguirem derrotá-los. Em Star Trek: Insurrection, a tripulação impede que os son'a reloquem de maneira forçada os ba'ku de sua planeta. Em Star Trek Nemesis, a Enterprise é severamente danificada ao lutar contra Shinzon, retornando à doca para reparos extensivos.